# Ахметов, Ашимжан Сулейменович
Ашимжан Сулейменович Ахметов (каз. Әшімжан Сүлейменұлы Ахметов; 23 февраля 1950, Новотроицкое, Джамбулская область — 15 сентября 2012, Тараз) — казахстанский государственный и общественный деятель, учёный; доктор технических наук (1992), кандидат юридических наук, профессор, академик НИА РК.

## Биография
Ашимжан Сулейменович Ахметов родился 23 февраля 1950 года в селе Новотроицкое (ныне Толе би) Шуского района Жамбылской области. Происходит из рода батыр-жайдак племени сиргели.
В 1973 году окончил Ленинградский технологический институт по специальности инженер-химик-технолог.
В 1978 году окончил аспирантуру Ленинградского технологического института.
Скончался 12 сентября 2012 года в городе Тараз.

## Трудовая деятельность
Трудовую деятельность начал в 1973 году аппаратчиком, начальником смены Жамбылского производственного объединения «Химпром».
С 1973 по 1975 годы — секретарь комитета комсомола, преподаватель ДГМСИ.
С 1978 по 1989 годы — старший преподаватель, доцент, проректор, декан, секретарь парткома, заведующий кафедрой ДГМСИ.
С 1989 по 1992 годы — докторант Санкт-Петербургского технологического института, генеральный директор постоянного представительства АСПЭК «Казахстан — Санкт-Петербург».
С 1992 по 1993 годы — первый вице-президент АХК «Каратау».
С 1993 по 1994 годы — генеральный директор СП «Инко» (Казахстан — Лихтенштейн).
В 1994 года — заместитель председателя, председатель подкомитета по новым технологиям Комитета Верховного Совета Республики Казахстан по науке, образованию и новым технологиям.
С 1994 по 1995 годы — председатель Комитета Верховного Совета Республики Казахстан по промышленности, энергетике, транспорту и связи.
В 1995 года — заместитель министра промышленности и торговли Республики Казахстан.
В 1997 года — исполняющий обязанности президента, президент ОАО «Казфосфор».
С ноября 1999 по май 2001 года — вице-министр образования и науки Республики Казахстан.
С 2001 по 2005 год — ректор Каспийского государственного университета технологий и инжиринга имени Ш. Есенова.
С августа 2005 по апрель 2006 года — ректор Восточно-Казахстанского государственного университета имени С. Аманжолова.
С апреля 2006 по июнь 2008 года — ректор Академии государственного управления при Президенте Республики Казахстан.
С июня 2008 по сентябрь 2012 года — ректор Таразского государственного университета имени М. Х. Дулати.

## Выборные должности, депутатство
С 1994 по 1995 годы — депутат Верховного Совета Республики Казахстан XIII созыва.
С январь 1996 года по декабрь 1999 года — депутат Мажилиса Парламента Республики Казахстан I созыва.
С 2001 по 2007 годы — депутат Мангистауского областного маслихата.

## Учёные степени и звания
- Доктор технических наук (1992)
- Кандидат юридически наук
- Академик Академии наук ВШ Республики Казахстан (2001)
- Академик Казахстанской национальной академии естественных наук (2009)
- Академик НИА РК.

## Награды и звания
- Нагрудный знак «Отличник образования Республики Казахстана»
- Почётный работник образования Республики Казахстан
- Личное благодарственное письмо Президента Республики Казахстан и нагрудный знак «Алтын барыс».
- Ордена «Курмет» и «Парасат» (2008)[6]
- Медаль «Астана» (1998)
- Медаль «10 лет независимости Республики Казахстан» (2001)
- Медаль «10 лет Парламенту Республики Казахстан» (2006)
- Медаль «20 лет независимости Республики Казахстан» (2011) и др.

## Научные, литературные труды
А. С. Ахметов является автором 2 монографий, более 100 научных публикаций.